# Рибарица (Ловечская область)
Рибарица (болг. Рибарица) — село в Болгарии. Находится в Ловечской области, входит в общину Тетевен. Население составляет 1127 человек. Расположено вдоль реки Бели-Вит, по её обоим берегам, у подножия гор Стара-Планина.
В 1876 году близ Рибарицы погиб болгарский революционер Георги Бенковски, ныне главная улица села носит его имя.

## Политическая ситуация
В местном кметстве Рибарица, в состав которого входит Рибарица, должность кмета (старосты) до 2011 года исполнял Никола Василев Николов (партия АТАКА) по результатам выборов правления кметства 2007 года.